# OpenGL ES
OpenGL ES（OpenGL for Embedded Systems）是三维图形应用程序接口OpenGL的子集，针对手机、PDA和游戏主机等嵌入式设备而设计。该API由科纳斯组织定义推广，科纳斯是一个图形软硬件行业协会，该协会主要关注图形和多媒体方面的开放标准。
OpenGL ES是从OpenGL裁剪定制而来的，去除了glBegin/glEnd，四边形（GL_QUADS）、多边形（GL_POLYGONS）等复杂图元等许多非绝对必要的特性。经过多年发展，现在主要有两个版本，OpenGL ES 1.x针对固定管线硬件的，OpenGL ES 2.x针对可编程管线硬件。OpenGL ES 1.0是以OpenGL 1.3规范为基础的，OpenGL ES 1.1是以OpenGL 1.5规范为基础的，它们分别又支持common和common lite两种profile。lite profile只支持定点实数，而common profile既支持定点数又支持浮点数。OpenGL ES 2.0则是参照OpenGL 2.0规范定义的，common profile发布于2005-8，引入了对可编程管线的支持。OpenGL ES 3.0于2012年公布，加入了大量新特性。
OpenGL ES还有一个safety-critical profile。

## 延伸閱讀
- Astle, Dave and David Durnil: OpenGL ES Game Development, Course Technology PTR, ISBN 1-59200-370-2
- Pulli, Kari and Tomi Aarnio and Kimmo Roimela and Jani Vaarala Designing graphics programming interfaces for mobile devices（页面存档备份，存于），IEEE CG&A 2005

## 外部連結
- 官方网站